# Alcide (nave da battaglia 1743)
La Alcide è stata un vascello della Marine royale francese, progettata dall'ingegnere marittimo francese Blaise Joseph Ollivier nel porto di Brest nel 1742 e varata nel 1743. Catturata dalla Royal Navy nel 1755 e rinominata HMS Alcide, fu smantellata nel 1772.

## Storia
Il vascello entrò in servizio alla ripresa della guerra di successione austriaca ma la sua presenza nella operazioni non è registrata nel 1745. All'inizio del 1746 venne integrata nella flotta di stanza presso l'Isola di Aix, sotto il comando del luogotenente generale delle armate navali francesi, de La Rochefoucauld de Roye. La flotta era composta da dieci vascelli, tre fregate, tre bombarde, oltre a sessanta navi da trasporto ed un corpo da sbarco di circa 3.500 soldati. La missione della flotta era di riconquistare la fortezza di Louisbourg, conquistata l'anno precedente dagli americani. La flotta salpò il 22 giugno 1746, ma al largo delle isole Azzorre incontrò dei venti contrari che rallentarono notevolmente la traversata. L'attesa per la partenza era stata già molto prolungata a causa del deterioramento di una parte delle vettovaglie e dello scoppio di epidemie di tifo e scorbuto che decimarono l'equipaggio. La flotta giunse presso la colonia francese dell'Île Royale (Nuova Francia) il 15 settembre 1745 ma un terribile uragano disperse le navi da trasporto e le scorte; dopo diversi giorni di sbandamento, l'Alcide ricevette infine l'ordine di scortare alle Antille i vascelli da guerra da 64 cannoni che erano stati gravemente danneggiati dall'uragano e non erano in grado di garantire una adeguata velocità di crociera.
Partecipò a diverse spedizioni militari nell'Oceano atlantico e nell'Oceano indiano durante la guerra di successione austriaca. Nel 1755, durante la sua prima missione nella guerra dei sette anni fu catturata dalla marina inglese che la rinominò in HMS Alcide e venne utilizzata per diverse missioni contro i possedimenti d'oltremare sia francesi che spagnoli; venne smantellata nel 1772.

## Caratteristiche costruttive
Fu progettata secondo il modello della navi da guerra da 64 cannoni caratteristico del XVIII secolo, il cui primo esemplare venne varato nel 1735 e che venne successivamente surclassato a partire dalla fine del 1770 con l'introduzione delle navi da 74 cannoni.
Come la maggior parte dei vascelli da guerra dell'epoca, lo scafo era di legno di quercia, il sartiame era di legno di pino, mentre le vele ed il cordame erano di canapa.

## Altre navi dello stesso nome
- Alcide, nave corsara del XVIII secolo
- Alcide, vascello della Marine royale della classe Pégase del 1782